# Protesterna mot Världshandelsorganisationen i Seattle 1999
Protesterna mot Världshandelsorganisationen i Seattle 1999  (engelska: 1999 Seattle WTO protests) var de protester som genomfördes mot Världshandelsorganisationens ministermöte i Seattle i Washington, USA den 30 november 1999. Många av demonstranterna menade att Världshandelsorganisationen sprang storföretagens ärenden i stället för att bry sig om företagens anställda samt miljön.

### Fotnoter
1. ↑  Cina Rönn (19 mars 1999). ”Seattle såg ut som ett krigsområde”. Aftonbladet. http://wwwc.aftonbladet.se/nyheter/9912/01/seattleny.html. Läst 20 mars 2015.